# Publius Popillius Laenas (consul in 132 v.Chr.)
Publius Popillius Laenas (P. Popillius C. f. P. n. Laenas) was samen met Publius Rupilius consul in 132 v.Chr., het jaar na de moord op Tiberius Sempronius Gracchus (tribunus plebis in 133 v.Chr.).
Hij werd door de victorieuze optimates (aristocratische partij) - samen met zijn collega - belast met de vervolging van de medestanders van Tiberius Gracchus. En in deze verfoeilijke taak vertoonde hij de kenmerkende hardvochtigheid van zijn familie.. Gaius Sempronius Gracchus zou zich nadien tot hem in het bijzonder richten, toen hij een wet liet stemmen dat de magistraten die een burger zonder proces hadden veroordeeld ter verantwoording zouden worden geroepen. Popillius onttrok zichzelf, door in vrijwillige ballingschap te gaan, van de wraak van Gracchus, en keerde pas terug naar Rome na diens dood.
De zogenaamde Polla-inscriptie of Lapis Pollae wordt aan hem toegeschreven, en zou wijzen op een propagandastrijd tussen Laenas en Gaius Gracchus (of diens aanhangers). Deze inscriptie hangt ook samen met de identificatie van Laenas als aanlegger van de zogenaamde Via Popilia.

## Referentie
- W. Smith, art. Laenas (7), in W. Smith (ed.), A dictionary of Greek and Roman biography and mythology, II, Boston, 1867, pp. 708.